# Libia (satrapia)
La Libia era una satrapia dell'Impero achemenide secondo l'iscrizione di Daiva del re Dario I di Persia Naqshe Rustam e Re Serse I di Persia. Secondo Erodoto faceva parte del sesto distretto, che includeva anche Cirene, una colonia greca in Libia. Quando re Cambise II di Persia conquistò l'Egitto, il re di Cirene, Arcesilao III, si schierò dalla parte della Persia. Quando venne ucciso mentre cercava di mantenere il potere, la regina Feretima invitò i Persiani a impossessarsi di Cirene. Il satrapo d'Egitto Aryandes, accettò e quando la conquista fu completa, un re fantoccio, Batto IV, fu posto sul trono di Cirene. È possibile che Cirene possa aver conquistato l'indipendenza durante la ribellione dell'Egitto nel 404 a.C. Secondo altri gli Achemenidi persero il controllo della regione nel corso delle conquiste di Alessandro Magno.